# Éclaires
Éclaires ist eine französische Gemeinde mit 86 Einwohnern (Stand: 1. Januar 2022) im Département Marne in der Region Grand Est (bis 2015 Champagne-Ardenne). Die Gemeinde gehört zum Arrondissement Châlons-en-Champagne (bis 2017 Arrondissement Sainte-Menehould) und zum 2014 gegründeten Gemeindeverband L’Argonne Champenoise.

## Geografie
Éclaires liegt etwa 40 Kilometer südwestlich von Verdun in den Argonnen. Im Osten grenzt die Gemeinde Éclaires an das Département Meuse. Das knapp elf Quadratkilometer umfassende Gemeindegebiet wird durch flaches bis sanft hügeliges Gelände geprägt. Die Gemeinde wird vom Flüsschen Hardillon (hier auch Tabas genannt) durchquert, der dort die Zuflüsse Grand Fossé des Bois und Evre aufnimmt. Der Hardillon mündet in der Nachbargemeinde Le Chemin in die Aisne. Im äußersten Südwesten berührt das Gemeindegebiet das linke Aisneufer. An der Aisne haben sich Auwaldreste erhalten und bis auf zwei kleinere Forste nahe der Aisne und im äußersten Nordwestzipfel ist der überwiegende Teil der Gemeinde waldfrei. Der höchste Punkt in der Gemeinde wird mit 220 Metern über dem Meer am Südwesthang des 252 m hohen Hügels Côte de Brémont erreicht, der den Südrand des eigentlichen Argonnen-Massivs bildet. Zu Éclaires gehören die Ortsteile Grigny, Gumont und Ferme de Vernaux Fays. Umgeben wird Éclaires von den Nachbargemeinden Passavant-en-Argonne im Norden, Brizeaux im Osten, Seuil-d’Argonne im Südosten, Les Charmontois im Süden, Le Vieil-Dampierre im Südwesten sowie Le Chemin im Westen.

## Bevölkerungsentwicklung
| Jahr      | 1962 | 1968 | 1975 | 1982 | 1990 | 1999 | 2006 | 2012 | 2021 |
| Einwohner | 121  | 90   | 71   | 80   | 72   | 79   | 87   | 96   | 90   |

Im Jahr 1841 wurde mit 471 Bewohnern die bisher höchste Einwohnerzahl ermittelt. Die Zahlen basieren auf den Daten von cassini.ehess und INSEE.

## Sehenswürdigkeiten
- Kirche Saint-Vannes
- Lavoir (ehemaliges öffentliches Waschhaus)
- Wasserturm im Ortsteil Gumont
- Flurkreuz am Hügel Plat des Valettes

## Wirtschaft und Infrastruktur
In Éclaires sind drei Landwirtschaftsbetriebe ansässig (Rinder-, Ziegen- und Schafzucht).
Éclaires ist durch Straßen mit den Gemeinden Passavant-en-Argonne, Brizeaux, Seuil-d’Argonne, Les Charmontois und Le Chemin verbunden. Nahe der 15 Kilometer entfernten Stadt Sainte-Menehould besteht ein Anschluss an die Autoroute A 4 (Paris–Straßburg). Der Bahnhof Sainte-Menehould liegt an der Bahnstrecke Saint-Hilaire-au-Temple–Hagondange.

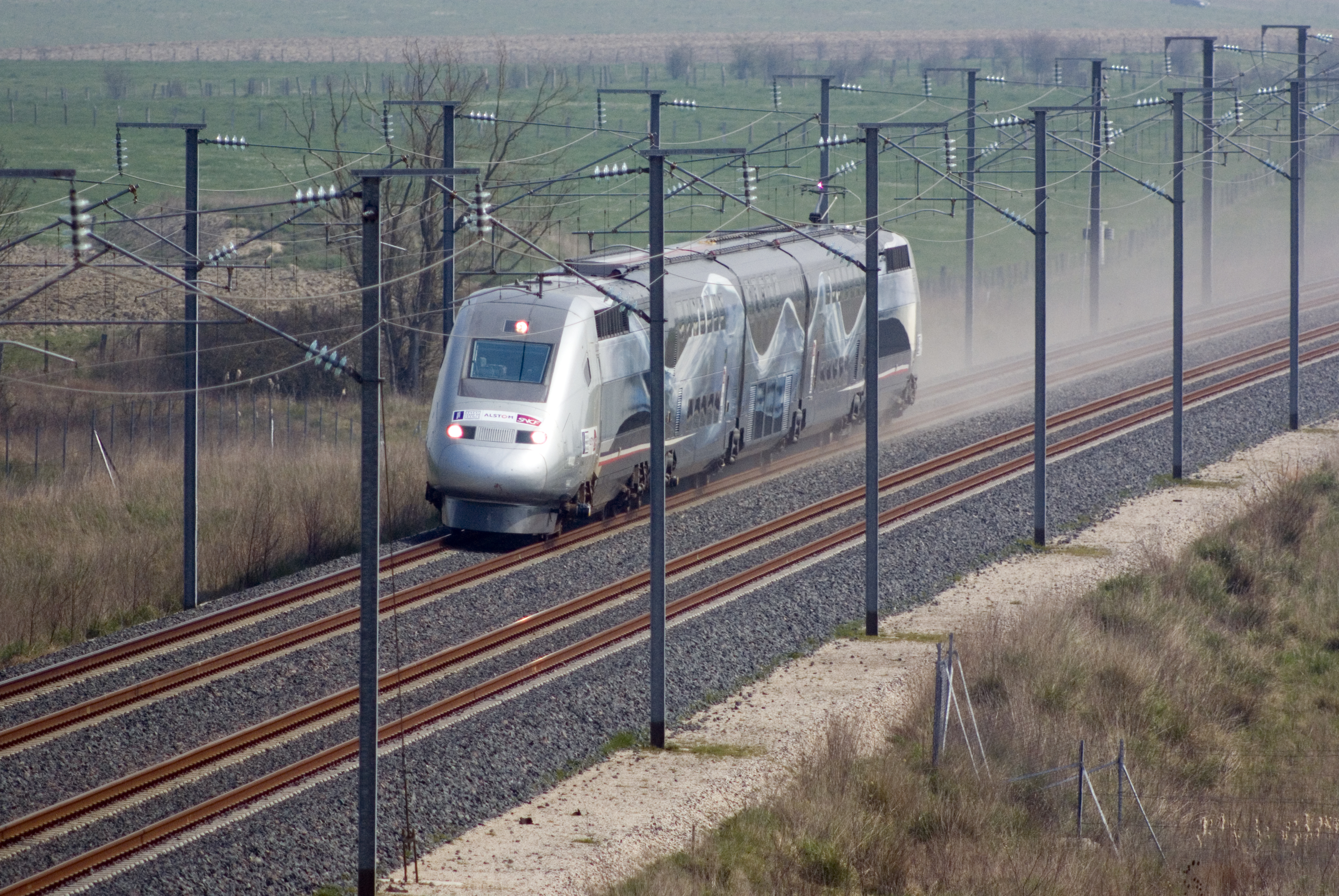
Weltrekordfahrt des LGV zwischen Le Chemin und Éclaires 2007

Durch den Norden der Gemeinde Éclaires führt die Eisenbahn-Hochgeschwindigkeitsstrecke LGV Est européenne von Paris nach Straßburg. Nahe Éclaires wurde am Mittag des 3. April 2007 mit 574,8 km/h ein neuer Geschwindigkeits-Weltrekord für Schienenfahrzeuge aufgestellt (der bisherige Rekord lag bei 515,3 km/h). Die Versuchsfahrt führte in Ost-West-Richtung. An Bord waren etwa 100 Personen: neben Technikern von Alstom und SNCF viele Journalisten und Gäste, darunter die damalige Vorsitzende der Staatsbahn SNCF Anne-Marie Idrac und der damalige EU-Kommissar Jacques Barrot. Die Weltrekord-Fahrt wurde live im Fernsehen übertragen.

## Belege
1. ↑  Éclaires auf cassini.ehess.fr
2. ↑  Éclaires auf insee.fr
3. ↑  Landwirtschaftsbetriebe auf annuaire-mairie.fr (französisch)
4. ↑  V150: Power-packed train proves AGV technology in record sprint (Memento vom 10. April 2018 im Internet Archive), auf railwaygazette.com (englisch)